# Eurasienstab
Eurasienstab è un'azione dell'artista tedesco Joseph Beuys in collaborazione con l'artista danese Henning Christiansen. Beuys realizzò questa azione il 2 luglio 1967 a Vienna nella galleria Nächst St. Stephan con il nome „Eurasienstab 82 min fluxorum organum op. 39”; in seguito la stessa azione venne realizzata nel 1968 nella Galerie Wide White Space ad Anversa.